# KGO-TV
KGO-TV, também conhecida como ABC7, é uma emissora de televisão com sede na cidade norte-americana de San Francisco, estado da Califórnia.

## História
Em 5 de maio de 1949, a KGO-TV é inaugurada. A emissora deve seu nome às rádios KGO-AM e KGO-FM, ambas fundadas pela General Electric para a área de Oakland.
Em 1954, a KGO-TV instala-se na 277 Golden Gate Avenue, em San Francisco.
Em 26 de setembro de 1962, seguindo as regras da ABC, a KGO-TV passou a transmitir em cores a série Os Jetsons.
Em 1971, a emissora associa-se a outras emissoras para construir a Sutro Tower. A construção da torre foi finalizada em 1973.
Em 1985, a KGO-TV mudou suas instalações para a 900 Front Street, compartilhando suas instalações com as emissoras KGO-AM, KSFO e KMKY.
Em 1999, a emissora assina um acordo com a KNTV (até então afiliada da ABC), no qual a KNTV deixaria de retransmitir a rede. Atualmente, a KNTV é afiliada da NBC. Isso permitiu que a KGO-TV se tornasse a única emissora afiliada da ABC na área da baía de São Francisco.

## Logotipos
A KGO-TV foi uma das primeiras emissoras da ABC a utilizar o logotipo circular com o número "7" inserido no centro do círculo (assim como sua emissora-irmã, a WBKB de Chicago). Quando a KGO-TV foi rebatizada como ABC7, em 1997, o logotipo da ABC foi simplesmente ligado ao círculo, assim como as demais emissoras da ABC nos Estados Unidos.

## Transição da sistema analógico para o digital
Como parte do desligamento do sistema de televisão analógica dos Estados Unidos, a KGO-TV reativou o canal 76 UHF em 12 de junho de 2009.
Em 2005, a KGO-TV instalou uma repetidora no canal 35 UHF, ao sul da baía de San José.